# Jaroslava Obermaierová
Jaroslava Obermaierová, née le 10 avril 1946 à Prague, est une actrice de théâtre, de télévision et de cinéma tchèque.

## Biographie
Jaroslava Obermaierová est originaire de Prague. Elle pratique le ballet depuis son enfance. Elle apparait sur scène à l'âge de 10 ans, au Théâtre national, où elle interprète des rôles d'enfants dans des opéras et des ballets pendant plusieurs années. Sa carrière au cinéma commence en 1965.
Après avoir obtenu son diplôme de la DAMU, elle rejoint le théâtre de Kladno. Deux ans plus tard, elle entre au Divadlo E. F. Buriana de Prague, qui fermera ses portes en 1991.
Dans la série 30 případů majora Zemana (cs), elle joue Blanka, la deuxième épouse du major Zeman (Vládmir Brabec (cs)) et dans la série Ulice, elle incarne Vilma Nyklová depuis 2005.
Jaroslava Obermaierová est divorcée et a un fils, Jaroslav, avec son ex-mari Richard Čech.
Avant les élections présidentielles de janvier 2023, elle soutient le candidat du KSČM, Josef Skála. Ce dernier n'a finalement pas pu se présenter faute de signatures.
De 1979 à 1984, elle était un agent actif du StB sous le nom de code Antigona.

## Filmographie

### Cinéma
- 1965 : Souhvězdí Panny : Jana
- 1965 : 7 zabitých : l'infirmière Eva
- 1968 : Rakev ve snu viděti… (cs) : la chanteuse Zuzana Korejsová
- 1968 : Žert : Marie
- 1969 : Kladivo na čarodějnice : Líza Sattlerová
- 1974 : Robinsonka : la cuisinière Tonička
- 1976 : Marečku, podejte mi pero! : professeur Zíková
- 1976 : Odysseus a hvězdy : la mère
- 1977 : Což takhle dát si špenát : Vilma (la fiancé de Vladimír Menšík)
- 1979 : Smrt stopařek : Petra Jarošová
- 1993 : Konec básníků v Čechách : une dame

### Télévision
- 1967 : Lucerna, téléfilm : Hanička, la pupille du meunier et la belle
- 1970 : Vražedný týden, téléfilm : une jeune femme
- 1970 : Úsměvy světa, série télévisée : Glafira, une jeune servante (partie 2 : Anton Tchekhov, histoire 3 : Koňské příjmení)
- 1971 : Babička, téléfilm : Kristla
- 1971 : Klícka, téléfilm : Alena Jedličková
- 1971 : Maryša, téléfilm : Maryša
- 1974 : Byl jednou jeden dům, série télévisée : Růžena Soumarová
- 1975–1979 : 30 případů majora Zemana, série télévisée : Blanka Zemanová, seconde épouse du major Zeman (épisode 5 : Hon na lišku, 10 : Vrah se skrývá v poli (1975), 17 : Prokleté dědictví, 19 : Třetí housle (1976), 21 : Pán ze Salcburku, 23 : Šťastný a veselý, 25 : Štvanice (1978), 30 : Růže pro Zemana (1979)
- 1978 : Stříbrná pila, série télévisée : Helena Dubiňáková
- 1979 : Sedm kilo pro Králička, téléfilm : Mme Majka Koudelková
- 1980 : Hlas krve, téléfilm : Blanka Nováková
- Depuis 2005 : Ulice, série télévisée : Vilma Nyklová
- 2006 : Náves, série télévisée : Mráčková
- 2009 : Karambol, pilote de la série Oběti : une fonctionnaire du bureau de travail
- 2012 : Ach, ty vraždy! : Amálie Šenkýřová